# FlatOut 2
FlatOut 2 — відеогра в жанрі перегонів, розроблена фінскою студією Bugbear Entertainment та видана Empire Interactive у Європі та Vivendi Universal Games у Північній Америці. Гра була випущена влітку 2006 року для Microsoft Windows, PlayStation 2, Xbox. Восени 2008 року Virtual Programming випустило порт для операційної системи Mac OS X. Вона є сиквелом оригінальної гри 2004 року, та друга гра у серії FlatOut.
Ігровий процес FlatOut 2 схожий на попередню гру: окрім того, що потрібно їхати якомога швидше по заздалегідь визначених трасах, як це зазвичай буває у перегонових іграх, часто вирішальне значення для перемоги має ступінь руйнувань, завданих навколишньому середовищу або транспортним засобам супротивника. Гра використовує власний фізичний рушій і деталізовані моделі пошкоджень вище середнього рівня для створення візуально привабливого зображення руйнувань.

## Ігровий процес
FlatOut 2 має 5 режимів гри: «Кар'єра», «Заїзд», «Поодинокий заїзд», «Трюки» і «Дербі», а також багатокористувацька гра по глобальній або локальній мережі.
У Кар'єрі гравцеві потрібно послідовно проходити перегони на кубок і поодинокі заїзди. Кубок включає в себе від 2 до 6 трас (їх кількість збільшується по мірі проходження). Машини для цього режиму поділяються на три класи: дербі, перегонові і стрітрейсинг, на аналогічні групи поділяються і кубки. Після проходження кожного з кубків, відкривається поодинокий заїзд (дербі, трюк або спеціальна траса), де можна пройти всі заїзди з кар'єри за всі класи машин.
Перегони — це режим, де потрібно проїхати по декількох еліпсоподібних трасах, переважно 6 кіл. Як правило, ці траси розраховані на те, щоб врізатися на повній швидкості з іншими гравцями на перехресті, яких на цих трасах достатньо. Доступний у грі вдвох. У Дербі вже потрібно врізатися у суперників, для цього можна вибирати будь-яку відкриту гравцем машину. У кожного автомобіля є своє «здоров'я», вона зменшується в міру зіткнення з іншими водіями. Коли вона обнулится, машина вибухне, а водій з криком вилетить через лобове скло. За зіткнення нараховуються бонуси, які дають «нітро».
У Трюках треба запускати водія у висоту, довжину та «забивати» його як м'яч у футбольні ворота, в ролі кулі у боулінгу та багато іншого. Гравець повинен використовувати «вищий пілотаж», щоб керувати водієм у польоті, але надмірне його використання збільшить лобовий опір, що сповільнить водія та завадить йому/їй досягти мети. Якщо пілот не долетить до цілі, можна використати «підштовхування», що дасть водієві невеликий поштовх вгору і трохи зменшить опір. У міні-грі «Трюк зі стрибками через каміння» гравці повинні використовувати «поштовх», коли водій торкається поверхні води, щоб найефективніше стрибнути і досягти найдальшої мети. Для виконання трюку, дають на вибір п'ять машин, з реактивними двигунами.
Для всіх режимів у грі, діє характеристика нанесених пошкоджень, яка відображаться у зірках. Всього там 5 стадій: «Поштовх», «Удар», «Таран», «Викид» та «Вщент». 1 зірка, також «Поштовх» — не завжди навмисне і не дуже сильне зіткнення з противником. Сильне навмисне зіткнення з противником вже 2 зірки «Удар», також зараховується до 2 зірок «Перекид» — треба вдарити в опонента так, щоб він торкнувся дахом землі. 3 зірки: «Таран» — це дуже сильне навмисне зіткнення з противником, що завдає дуже великої шкоди. 4 зірка «Викид», дається за сильний удар, коли пілот вилітає з кабіни. «Викид» може виходити побічно при зіткненні опонента з жорсткою перешкодою з вини гравця. Максимальні 5 зірок «Вщент» — зіткнення з автомобілем опонента такої сили, що його машина виходить з ладу з супутнім вибухом.

### Суперники
- Джек Бентон

Джек Бентон — пересічний гонщик у класі Дербі, де він не становить серйозної загрози. Хоча він ефективний гонщик, йому важко встигати за конкурентами на своєму повільному Banger, і він часто вилітає з дистанції. Він також має середні результати в дербі на винищувачах, здатний перехитрити більшість гонщиків, але його підводить мала вага автомобіля.
Бентон є дуже сильним конкурентом у гоночному класі. Поки його не переслідують, він зазвичай посідає високі місця. Як і очікувалося, він досить вправний, а всебічно розвинена Фортуна гарантує, що помилки будуть зведені до мінімуму. Однак він досить часто потрапляє в аварії через дуже низьку міцність автомобіля. Це також означає, що він слабкий водій у дербі на виліт.
Ще сильніший у вуличному класі, Бентон майже завжди потрапляє до трійки лідерів завдяки маневреності Sunray у поєднанні з його ефективними навичками водіння. Він також непогано виступає в дербі на виліт.
- Софія Мартінес

Мартінес — один з найсильніших гонщиків у FlatOut 2 та FlatOut: Ultimate Carnage, їй поступається лише Джек Бентон. Вона висококваліфікована і віддає перевагу чистому стилю водіння, уникаючи зіткнень, коли це можливо.
Мартінес — середній водій у класі Дербі. Вона їздить на повільному і легкому Chili, але часто займає пристойні позиції завдяки своїй майстерності. Однак її легко витіснити через розмір і міцність (або відсутність такої) її автомобіля. Через слабкість Chili вона погано виступає в дербі на виліт і часто вилітає одразу після старту.
- Джейсон Вокер

Вокер — однин з найсильніших рушійних сил як у FlatOut 2, так і в FlatOut: Ultimate Carnage. Як зазначено в його описі, він агресивний і часом може бути досить небезпечним.
Вокер — хороший гонщик у класі «Дербі», використовує сильний і міцний шейкер. Він рідко припускається помилок у перегонах, і добре справляється з дербі на знищення, завдяки своїй агресивності і тому, що його машина досить добре підготовлена
- Кеті Джексон

Джексон — відносно сильний водій, хоча і не зовсім в одній лізі з Джеком Бентоном та Софією Мартінес. Зазвичай вона намагається триматися подалі від інших гонщиків, але може стати агресивною, якщо її спровокувати.
Джексон найкраще виступає в класі Дербі, часто потрапляючи в трійку лідерів. Вона їздить на жорсткому і швидкому Switchblade, на якому її буває важко обігнати. У цьому класі вона також найчастіше проявляє свою агресивну сторону, але тільки якщо ви станете у неї на шляху. Завдяки своїй агресивності в поєднанні з потужним автомобілем, вона зазвичай добре виступає в дербі на виліт.
- Френк Малков
- Джексон — відносно сильний водій, хоча і не зовсім в одній лізі з Джеком Бентоном та Софією Мартінес. Зазвичай вона намагається триматися подалі від інших гонщиків, але може стати агресивною, якщо її спровокувати. Джексон найкраще виступає в класі Дербі, часто потрапляючи в трійку лідерів. Вона їздить на жорсткому і швидкому Switchblade, на якому її буває важко обігнати. У цьому класі вона також найчастіше проявляє свою агресивну сторону, але тільки якщо ви станете у неї на шляху. Завдяки своїй агресивності в поєднанні з потужним автомобілем, вона зазвичай добре виступає в дербі на виліт.
- Саллі Тейлор

Тейлор — досить пересічна спортсменка. Іноді вона виривається вперед, але в більшості випадків ви не помітите її часто, оскільки вона не володіє видатними навичками водіння.
Тейлор — середній водій у класі Дербі. Вона їздить на повільному і важкому Roamer, що не допомагає їй вирватися далеко вперед у перегонах, але вона набагато сильніша в дербі на знищення завдяки міцності свого транспортного засобу.
- Рей Картер

Картер — один з найслабших водіїв в іграх. Зазвичай він досить повільний, що, ймовірно, натякає на те, що він «спокійний водій», згідно з його ігровим описом. Він також часто має проблеми з контролем над своїми транспортними засобами. Однак, іноді він опиняється на вершині зграї.
Дуже поганий водій у класі Дербі, Картер поєднує в собі всі погані якості водія. Він повільний у Малісі, нестабільний, занадто агресивний, що не завжди йому на користь, і часто потрапляє в аварії. Дуже поганий претендент на участь у дербі, його злість слабка, і він часто застряє..

## Припинення підтримки мережевої гри сервісом GameSpy
Станом на жовтень 2013, при спробі увійти в режим мережевої гри з'являється повідомлення про припинення підтримки FlatOut 2 сервісом GameSpy. Однак станом на 16 жовтня 2013 сервер підтримує мережеву гру, але пошук ігор не увінчається успіхом.

## Автомобілі та їх прототипи
Для FlatOut 2 розробили 38 моделей автомобілей. Усі вони засновані на наявних моделях, та поділяються на наступні класи: дербі, перегони, вуличні перегони та трюки. 

### Машини Класу Дербі
1. Chili — Renault 5; 1972—1979 Honda Civic (1 покоління)
2. Malice — Chrysler Valiant Charger[en]; 1968—1970 Dodge Charger R/T
3. Roamer — Chevrolet C10
4. Shaker — 1973-1974 Dodge Dart Sport
5. Blaster XL — Ford Bronco; 1973—1991 Chevrolet K5 Blazer
6. Banger — 82/3 Delorean DMC 12; 1976—1977 Lancia Scorpion; BMW E21
7. Splitter — Chevrolet Camaro 1982; Dodge Daytona IROC-Z (1983—1993)
8. Switchblade — Chevrolet Chevelle SS 1968; Rover P6
9. Venom — Shelby GT 500 1967; Pontiac Firebird 1993

### Машини Перегоного Класу
1. CTR — Honda CRX
2. Boxer — Dodge Duster; Ford Mustang Fastback
3. Mad Rash — Oldsmobile 442; 1966—1967 Dodge Charger
4. Nevada — Ford Ranger; GMC Sierra
5. Lancea — Datsun 240Z
6. Fortune — DeLorean DMC 12
7. Daytana — Chevrolet Camaro IROC-Z
8. Bullet — Plymouth 'Cuda 70-71
9. Lentus — Chevrolet EI Camino
10. Ventura — Pontiac Firebird 1969
11. Insetta — Subaru Impreza WRX STi; Mitsubishi Lancer Evo. VII

### Машини Класу Вуличних Перегонів
1. Chili Pepper — Renault 5 Turbo
2. Scorpion — Ford Torino Talladega 1969; Dodge Challenger
3. Insetta Sport — Subaru Impreza WRX Sti; Mitsubishi Lancer
4. Sparrowhawk — De Tomaso Pantera
5. Crusader — Chevrolet 3100
6. CTR Sport — Citroen C4 WRC; Honda CRX
7. Vexter XS — Audi S4 або Saab 9-3; Opel Vectra; Chevrolet Malibu
8. Speedshifter — Chevrolet Chevelle SS 1968;
9. Canyon — Dodge RAM SRT 10; GMC Canyon
10. Terrator — Dodge Viper R/T 10;
11. Sunray — Nissan Skyline GTR R32
12. Speedevil — Shelby GT 500 1967; Pontiac Firebird
13. Road King — Ford Mustang
14. Bullet Gt — Plymouth Roadrunner GTX '72; Dodge Challenger R/T

### Бонусні автомобілі
Бонусні автомобілі відкриваються за допомогою унікальних кодів, що вводяться в спеціальному меню (Головне меню / Додатково / Введіть код). У Кар'єрі вони недоступні і не мають класифікації.
1. Pimpster (код «RUTTO»)
2. Flatmobile (код «WOTKINS»)
3. Mob Car (код «BIGTRUCK»)
4. School Bus (код «GIEVCARPLZ»)
5. Rocket (код «KALJAKOPPA»)
6. Truck (код «ELPUEBLO»)

### Автомобілі для трюків
1. Starflight
2. Trailblazer
3. Afterburner
4. Rocket
5. Nucleon

## Саундтрек
Саундтрек FlatOut 2 складається з 26 пісень і як і в попередній частині, все виконано в стилі року різних жанрів. На відміну від попередньої гри, для цієї назви також використовувалися треки деяких всесвітньо відомих гуртів, зокрема Nickelback, Megadeth, Papa Roach та Mötley Crüe. Саундтреки відтроворюються в довільному порядку під час гонок та меню.
| FlatOut 2: Soundtrack | FlatOut 2: Soundtrack                           | FlatOut 2: Soundtrack | FlatOut 2: Soundtrack |
| #                     | Назва                                           | Автор музики          | Тривалість            |
| --------------------- | ----------------------------------------------- | --------------------- | --------------------- |
| 1.                    | «Fall Victim»                                   | Alkaline Trio         | 3:17                  |
| 2.                    | «Mercy Me»                                      | Alkaline Trio         | 2:50                  |
| 3.                    | «Man Or Animal»                                 | Audioslave            | 3:48                  |
| 4.                    | «Your Time Has Come»                            | Audioslave            | 4:19                  |
| 5.                    | «7 Minutes in Heaven»                           | Fall Out Boy          | 3:03                  |
| 6.                    | «Snitches and Talkers Get Stitches and Walkers» | Fall Out Boy          | 2:51                  |
| 7.                    | «Symphony of Destruction»                       | Megadeth              | 4:07                  |
| 8.                    | «Dr. Feelgood»                                  | Mötley Crüe           | 4:47                  |
| 9.                    | «Believe it or Not»                             | Nickelback            | 4:07                  |
| 10.                   | «Flat On The Floor»                             | Nickelback            | 2:13                  |
| 11.                   | «Cosmopolitan»                                  | Nine Black Alps       | 2:38                  |
| 12.                   | «Blood Brothers»                                | Papa Roach            | 3:34                  |
| 13.                   | «Not Listening»                                 | Papa Roach            | 3:11                  |
| 14.                   | «Give It All»                                   | Rise Against          | 2:56                  |
| 15.                   | «Feel So Numb»                                  | Rob Zombie            | 3:52                  |
| 16.                   | «Demon Speeding»                                | Rob Zombie            | 3:14                  |
| 17.                   | «Richard III»                                   | Supergrass            | 3:13                  |
| 18.                   | «Road to Rouen»                                 | Supergrass            | 2:44                  |
| 19.                   | «Nowhere Ride»                                  | The Chelsea Smiles    | 3:26                  |
| 20.                   | «Don’t Listen to the Radio»                     | The Vines             | 2:18                  |
| 21.                   | «Reinventing Your Exit»                         | Underoath             | 4:24                  |
| 22.                   | «Pyramid»                                       | Wolfmother            | 4:29                  |
| 23.                   | «Dimension»                                     | Wolfmother            | 4:23                  |
| 24.                   | «Breathing»                                     | Yellowcard            | 3:42                  |
| 25.                   | «Rough Landing, Holly»                          | Yellowcard            | 3:48                  |
| 26.                   | «Lobotomy For Dummies»                          | Zebrahead             | 2:48                  |
| 66:02                 |                                                 |                       |                       |

## FlatOut: Ultimate Carnage
FlatOut: Ultimate Carnage — це розширений порт гри FlatOut 2 з новими ігровими режимами та графікою, а також щонайменше двома новими автомобілями. Раніше гра була відома під назвою FlatOut: Total Carnage. FlatOut: Ultimate Carnage вийшла 22 липня 2007 року в Європі, 1 серпня в Австралії та 2 жовтня в Північній Америці для Xbox 360.
Версія для Microsoft Windows з'явилася в мережі Steam 26 серпня 2008 року, а в магазинах — 2 вересня. Існує також портативна версія гри для PlayStation Portable під назвою FlatOut: Head On, яка вийшла в Австралії 12 березня 2008 року, в Європі двома днями пізніше, а в Північній Америці 4 квітня.

## Відгуки та оцінка
| Агрегатор  | Оцінка | Оцінка | Оцінка |
| Агрегатор  | PC     | PS2    | XBOX   |
| ---------- | ------ | ------ | ------ |
| Metacritic | 76/100 | 73/100 | 73/100 |

| Видання                            | Оцінка | Оцінка          | Оцінка  |
| Видання                            | PC     | PS2             | XBOX    |
| ---------------------------------- | ------ | --------------- | ------- |
| Edge                               | 6/10   | 6/10            | 6/10    |
| Electronic Gaming Monthly          | Н/Д    | 5.17/10         | 5.17/10 |
| Eurogamer                          | Н/Д    | Н/Д             | 8/10    |
| Famitsu                            | Н/Д    | 28/40[джерело?] | Н/Д     |
| Game Informer                      | Н/Д    | 7.5/10          | 7.5/10  |
| GamePro                            | Н/Д    | Н/Д             | [ 10 ]  |
| GameSpot                           | 7.4/10 | 7.4/10          | 7.4/10  |
| GameTrailers                       | 8/10   | 8/10            | 8/10    |
| GameZone                           | Н/Д    | 7/10            | Н/Д     |
| IGN                                | 8.3/10 | 8.3/10          | 8.3/10  |
| Official U.S. PlayStation Magazine | Н/Д    | 7.5/10          | Н/Д     |
| Official Xbox Magazine (США)       | Н/Д    | Н/Д             | 7/10    |
| PC Gamer (США)                     | 80%    | Н/Д             | Н/Д     |

ПК-версія FlatOut 2 отримала «загалом схвальні відгуки», тоді як версії для PlayStation 2 та Xbox отримали «середні» відгуки, згідно з даними сайту Metacritic. В Японії Famitsu оцінив версію для PS2 на всі чотири сімки, загалом 28 з 40.
Гра отримала нагороду IGN за найкращу гоночну гру для PlayStation 2 2006 року
Та нагороду X-Play за найкращу гоночну гру 2006 року